# Strjapucha
Strjapucha (Стряпуха) è un film del 1965 diretto da Ėdmond Gareginovič Keosajan.